# J. C. Séamus Davis
J. C. Séamus Davis (* um 1960) ist ein irisch-amerikanischer experimenteller Festkörperphysiker, der sich mit Hochtemperatursupraleitern befasst.
Davis studierte Physik am University College Cork mit dem Bachelor-Abschluss 1983 und wurde 1989 an der University of California, Berkeley promoviert. In Berkeley arbeitete er mit Richard E. Packard. Danach forschte er dort weiter und wurde 1993 Assistant Professor und 2001 Professor. Von 1998 bis 2003 war er außerdem am Lawrence Berkeley National Laboratory (LBNL). 2003 wurde er Professor an der Cornell University, wo er ab 2008 G. White Distinguished Professor ist.
Er ist seit 2007 Senior Physicist am Brookhaven National Laboratory und ab 2009 Direktor des dortigen Center for Emergent Superconductivity des DOE. Außerdem ist er seit 2007 Distinguished Research Professor der Scottish Universities Physics Alliance (SUPA) an der University of St. Andrews.
Davis befasste sich unter anderem mit supraflüssigem Helium 3 (auch in zweidimensionalen Systemen), Suprasolidität und mit der Untersuchung der Struktur von Hochtemperatursupraleitern, wobei er spezielle an seinem Labor entwickelte  Rastertunnelmikroskope (STM) mit Josephson-Übergängen (Josephson tunneling microscope SJTM) benutzt. Seine Gruppe entwickelte auch weitere spektroskopische Varianten von STMs zur Visualisierung der Elektronen-Wellenfunktionen in Festkörpersystemen. Damit konnte er in seinem Labor die räumliche Verteilung der Cooperpaar-Kondensate in Hochtemperatursupraleitern ermitteln.
2009 erhielt er den Kamerlingh Onnes Prize, 2001 den Outstanding Performance Award des LBNL, 2013 den Science Award des Brookhaven National Laboratory und 2005 den Fritz London Memorial Prize. Letzteren erhielt er für seine Untersuchungen von schwach gekoppelten Arrays von supralflüssigem Helium 3, die ein reichhaltiges Spektrum von Phänomenen wie Quanteninterferenz zeigten, und für die Erfindung und Entwicklung von spektroskopischen bildgebenden STM-Verfahren und ihre Anwendung zur Untersuchung der Effekte von einzelnen Atomen als Störstelle oder Dotierung, wirbelförmigen Elektronenstrukturen, Interferenzeffekte von Quasiteilchen und alternativen geordneten Zuständen in Kupfer-Hochtemperatursupraleitern. 1994 war er Packard Fellow und er erhielt den Presidential Young Investigator Award der National Science Foundation. Er ist Mitglied der National Academy of Sciences (2010). 1997 war er Miller Research Professor in Berkeley und er war Loeb Lecturer in Harvard. Für 2023 wurde Davis der Oliver E. Buckley Condensed Matter Prize zugesprochen.
Er ist Fellow der American Physical Society und des Institute of Physics.

## Schriften (Auswahl)
- mit S. H. Pan u. a.: Imaging the effects of individual zinc impurity atoms on superconductivity in Bi2Sr2CaCu2O8+ δ, Nature, Band 403, 2000, S. 746–750
- mit S. H. Pan u. a.: Microscopic electronic inhomogeneity in the high-Tc superconductor Bi2Sr2CaCu2O8+ x, Nature, Band 413, 2001, S. 282–285
- mit K. M. Lang u. a.: Imaging the granular structure of high-Tc superconductivity in underdoped Bi2Sr2CaCu2O8+ δ, Nature, Band 415, 2002, S. 412–416
- mit J. E. Hoffman u. a.: A four unit cell periodic pattern of quasi-particle states surrounding vortex cores in Bi2Sr2CaCu2O8+ δ, Science, Band 295, 2002, S. 466–469
- mit J. E. Hoffman u. a.: Imaging quasiparticle interference in Bi2Sr2CaCu2O8+ δ, Science, Band 297, 2002, S. 1148–1151
- mit K. McElroy u. a.: Relating atomic-scale electronic phenomena to wave-like quasiparticle states in superconducting Bi2Sr2CaCu2O8+ δ, Nature, Band 422, 2003, S. 592–596
- mit T. Hanaguri u. a.: A ‘checkerboard’electronic crystal state in lightly hole-doped Ca2-xNaxCuO2Cl2, Nature, Band 430, 2004, S. 1001–1005
- mit Y. Kohsaka u. a.: An intrinsic bond-centered electronic glass with unidirectional domains in underdoped cuprates, Science, Band 315, 2007, S. 1380–1385
- mit M. H. Hamidian u. a.: Detection of a Cooper-pair density wave in Bi2Sr2CaCu2O8+x, Nature, Band 532, 2016, S. 343–347, Abstract